# 法真寺 (東京都北区)
法真寺（ほうしんじ）東京都北区赤羽西にある日蓮宗の寺院。山号は稲付山。旧本山は本所法恩寺、小西法縁。

## 歴史
天正元年（1537年）山科毘沙門堂跡守澄法親王の開基で證導院日寿（慈眼大師天海の弟）を開山に創建。慶安2年（1649年）江戸幕府将軍徳川家光から寺領13石2斗の御朱印を拝領した。
開山・開基の関係から門跡寺院の格式があるという。

## 境内
- 鐘楼堂　梵鐘は宝暦7年（1757年）鋳造。
  - このほか三十番神、三蛇弁財天、咸得稲荷が祀られている。

## 周辺寺院
- 大恩寺　寛永元年（1624年）寂静院日賢が根津神社そばに創建。大正14年（1925年）現在地へ移転した。山号は寂静山。旧本山は中山法華経寺、親師法縁。

## 旧末寺
日蓮宗では昭和16年（1941年）に本末を解体したため、旧本山、旧末寺と呼びならわしている。
- 本寿院　正保元年（1644年）日宜が板橋仲宿に創建。昭和12年（1937年）練馬区早宮の現在地へ移転。山号は久遠山。

## 参考資料
- 日蓮宗寺院大鑑編集委員会『宗祖第七百遠忌記念出版 日蓮宗寺院大鑑』大本山池上本門寺 (1981年)
- “法真寺”. 歩きたくなるまち東京都北区. 2020年11月16日閲覧。

## 関連文献
- 「稲付村 法真寺」『新編武蔵風土記稿』 巻ノ17豊島郡ノ9、内務省地理局、1884年6月。NDLJP:763977/97。